# Municipio de Garfield (condado de Clare)
El municipio de Garfield (en inglés: Garfield Township) es un municipio ubicado en el condado de Clare en el estado estadounidense de Míchigan. En el año 2010 tenía una población de 1882 habitantes y una densidad poblacional de 20,32 personas por km².

## Geografía
El municipio de Garfield se encuentra ubicado en las coordenadas 43°51′46″N 85°3′2″O / 43.86278, -85.05056. Según la Oficina del Censo de los Estados Unidos, el municipio tiene una superficie total de 92.64 km², de la cual 86,47 km² corresponden a tierra firme y (6,66 %) 6,17 km² es agua.

## Demografía
Según el censo de 2010, había 1882 personas residiendo en el municipio de Garfield. La densidad de población era de 20,32 hab./km². De los 1882 habitantes, el municipio de Garfield estaba compuesto por el 97,18 % blancos, el 0,21 % eran afroamericanos, el 1,28 % eran amerindios, el 0,16 % eran de otras razas y el 1,17 % eran de una mezcla de razas. Del total de la población el 1,65 % eran hispanos o latinos de cualquier raza.